# Hygrocybe striatolutea
Hygrocybe striatolutea är en svampart som beskrevs av E. Horak 1973. Hygrocybe striatolutea ingår i släktet Hygrocybe och familjen Hygrophoraceae.   Inga underarter finns listade i Catalogue of Life.